# جاستن يو
جاستن يو (بالإنجليزية: Justin Yeo)‏ هو لاعب دوري الرغبي أسترالي، ولد في 21 يناير 1977.